# 盘岩山
盘岩山（韓語：반암산）是一座位于韓國江原道华川郡的山峰，主峰標高海拔832公尺。